# Žiljci
Žiljci (Servisch cyrillisch Жиљци) is een plaats in de Servische gemeente Brus. De plaats telt 427 inwoners (2002).